# Relaciones Honduras-Perú
Honduras y Perú tienen relaciones bilaterales e históricas de larga data. Ambos países son miembros de las Naciones Unidas (y su Grupo de los 77), la Comunidad de Estados Latinoamericanos y Caribeños, la Unión Latina, la Asociación de Academias de la Lengua Española, la Organización de Estados Americanos y la Organización de Estados Iberoamericanos. 
Antes de 2023, las relaciones entre ambos países eran calificadas de amistosas.

## Historia
Ambos estados formaron anteriormente parte del Imperio español y establecieron relaciones formalmente en 1857, durante la Guerra Filibustera.
En julio de 1966, El Salvador y Honduras entraron en guerra durante 100 horas como resultado de un partido de fútbol, también conocida como Guerra del Fútbol. Aunque la guerra fue breve, las relaciones entre ambas naciones se mantuvieron tensas durante más de una década. En 1977, ambas naciones designaron al expresidente peruano, José Bustamante y Rivero, como mediador para las negociaciones de paz entre El Salvador y Honduras. El 30 de octubre de 1980, once años después de la guerra, las dos naciones firmaron un tratado de paz en Lima, Perú y acordaron resolver la disputa fronteriza sobre el Golfo de Fonseca y cinco secciones de frontera terrestre a través de la Corte Internacional de Justicia (CIJ).
Ambos países se vieron brevemente involucrados en un incidente internacional cuando el embajador de Honduras, Eduardo Martell, estaba entre los rehenes de la crisis de los rehenes de la embajada japonesa a finales de 1996.
Perú llamó a su embajador de Honduras después de que la presidenta hondureña, Xiomara Castro, exigiera la liberación de Pedro Castillo de prisión durante la cumbre de la CELAC de 2023, refiriéndose a Castillo como el "presidente legítimo de Perú".

## Visitas de alto nivel
Visitas de alto nivel de Honduras al Perú
- Presidente Juan Orlando Hernandez (2015)[5]

## Misiones diplomáticas residentes
- Honduras tiene una embajada en Lima.

- Perú tiene una embajada en Tegucigalpa.